# Reichsgesetzblatt
 (octobre 2024).
Si vous disposez d'ouvrages ou d'articles de référence ou si vous connaissez des sites web de qualité traitant du thème abordé ici, merci de compléter l'article en donnant les références utiles à sa vérifiabilité et en les liant à la section « Notes et références ».

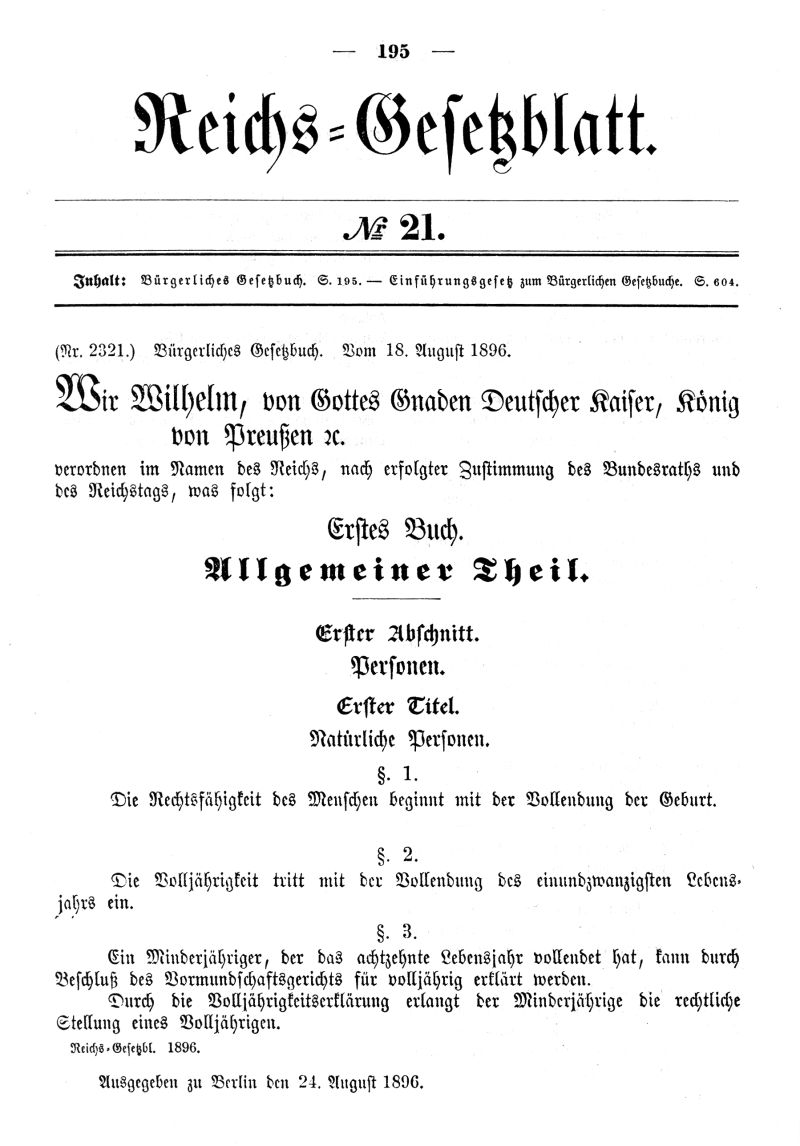
Page de garde de la dans l’édition publiant le Code civil, en 1896

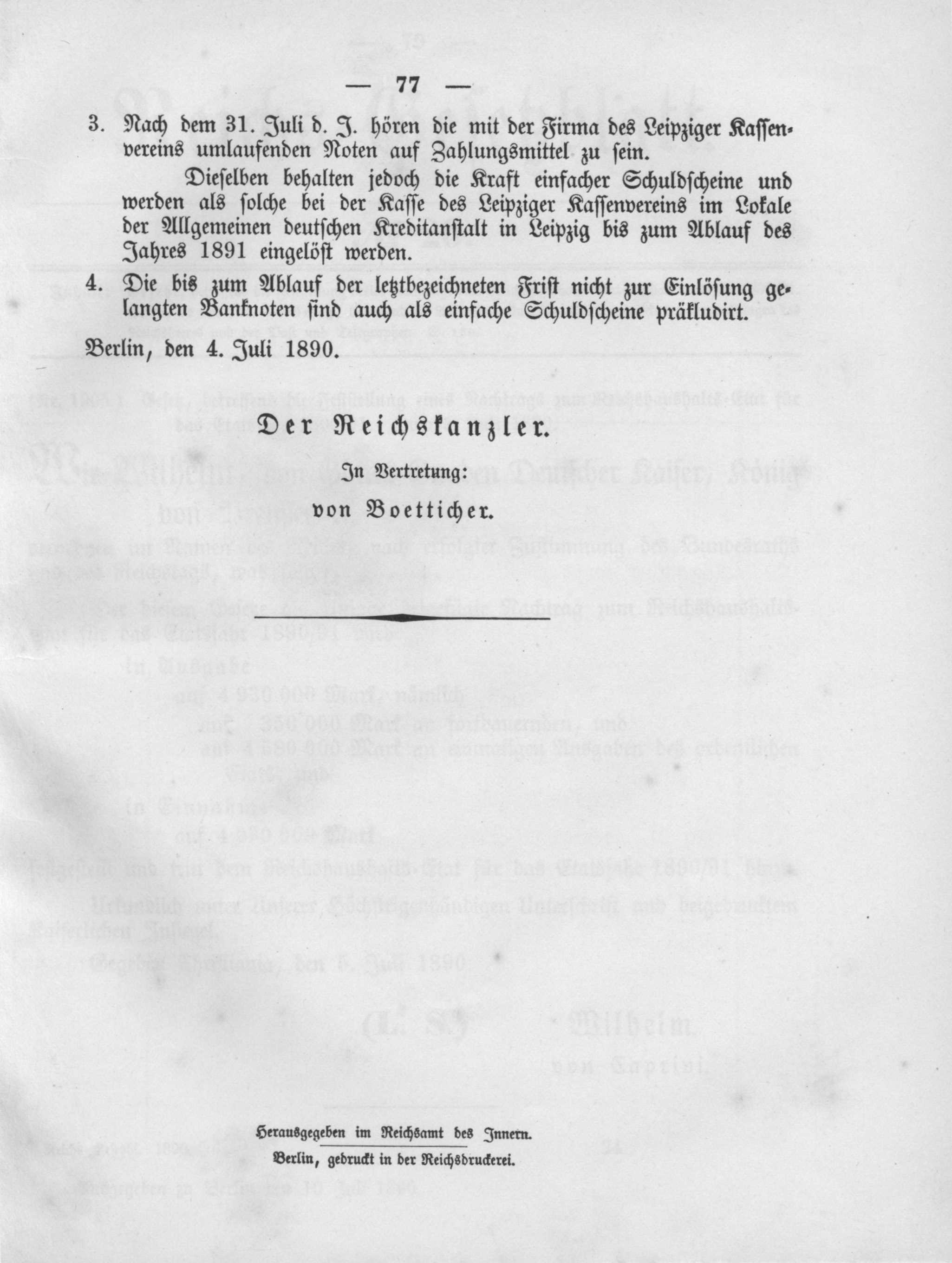
Journal officiel de l'Empire allemand, 1890.

La Reichsgesetzblatt (RGBl.) était le bulletin législatif du Reich allemand ; elle était publiée à Berlin, de 1871 à 1922 par le ministère de la Justice du Reich, puis de 1922 à 1945 par le ministère de l’Intérieur du Reich.

## Historique
La Reichsgesetzblatt a pris la succession de la Bundesgesetzblatt des Norddeutschen Bundes, publiée du 2 août 1867 au 20 janvier 1871 par la Confédération de l’Allemagne du Nord.
À partir de 1922, elle fut divisée en deux publications. La partie II contenait les traités et accords internationaux, les lois de budget, et les textes concernant les transports ferroviaires ou maritimes, la Reichsbank et les affaires intérieures du Reichstag. Les autres textes étaient publiés dans la partie I. La pagination était continue sur toute une année au sein de chaque partie.
Elle cessa de paraître après la dernière édition de la partie I le 11 avril 1945. La Bundesgesetzblatt de la République fédérale d’Allemagne lui succéda en 1949.